# Agipan
Agipan, grekiska Αιγίπαν,  var en lantlig rustik gud i grekisk mytologi. Han var son till guden Zeus och en nymf eller get som hette Aix.